# Kulynigol
Kulynigol (rusky Кулынигол) je řeka v Chantymansijském autonomním okruhu v Ťumeňské oblasti v Rusku. Je dlouhá 367 km. Plocha povodí měří 7 390 km².

## Průběh toku
Pramení na východě Sibiřských Úvalů. Říční koryto je velmi členité. V povodí řeky se nachází mnoho jezer a mokřadů. Ústí zprava do Vachu (povodí Obu) na 496 říčním kilometru.

### Přítoky
- zprava – Okkynjegan, Lokontojegan

## Vodní režim
Zdrojem vody jsou převážně sněhové srážky. Zamrzá v říjnu a rozmrzá v květnu. Období vyššího stavu vody je delší a trvá od jara do léta.